# 藤村信
藤村 信（ふじむら しん、1924年2月5日 - 2006年8月12日、男性）は、日本人ジャーナリストである。本名、熊田 亨（くまた とおる）。

## 論客として
藤村信（本名：熊田亨）のジャーナリズムとしての視点は、処女作『砂漠に乾いたもの－中東1944－58』の時から常に視座が一貫し、いささかも変えることが無かった。いつも支配される立場からの冷静客観的な眼で分析して、ファクト・ファインディングの姿勢で、遺著『歴史の地殻変動をみすえて』に至っている。それは彼の生まれながらのユマニスムの体質のしからしむる由縁である。
ナセルの1956年のスエズ運河エジプト国有化宣言の時も、解放なったスエズ運河一帯を旅して取材し、ポートサイドの国有公社となった古風な建物の円屋根から、英国旗が降ろされたあとに翻った“半月と三つ星”のエジプト国旗に国民が湧いた風景を報道した時に始まって以来、次いで冷戦下のヨーロッパから激動の時代を雑誌『世界』に「パリ通信　藤村信」として送り続けた。同時に中日、東京新聞に本名、熊田亨で掲載し続けた。
冷戦下の東欧取材は入国ビザに職業欄を偽って、自身で市民の声を直接聞く姿勢を貫いた。彼の一見、風来坊の風体が税関の通過を容易にしたのであろう。ソ連という国が1990年に消滅するまで、ソ連と東欧諸国（一部を除いて）にとっては"外国人ジャーナリスト"はスパイと同義語であった時代である。
彼は冷戦終焉後は「パリ通信」と中日、東京新聞「ヨーロッパ展望台」でアメリカの独走、イラクへの武力介入、日本政府のアメリカ政策への偏重に対する警鐘に熱情を傾け、最後は第二次世界大戦・敗戦直前のヤルタ体制の分析から日本の北方領土問題を含めた将来を展望する段階までの仕事で終わっている。

## 年譜
- 1924年 東京都麹町に生まれる。
- 1949年 東京大学文学部卒業後、中日新聞社（東京新聞）に入社する。
- 1955年 同社中東特派員として活動する。（-1957年まで）
- 1967年 同社パリ特派員として活動する。（-1970年まで）
- 1968年 藤村信のペンネームで、岩波書店の『世界』8月号に「パリ通信 / ソルボンヌ・コンミューンの陥落」を寄稿、以後定期的に寄稿を続ける。
- 1970年 帰国後、同社を退社、同社嘱託としてパリに駐在する。
- 1975年 著書『プラハの春 モスクワの冬』で毎日出版文化賞を受賞する。
- 1984年 石油文化賞を受賞する。
- 1991年 中日新聞、東京新聞欧州駐在客員となる。
- 1991年 ボーン・上田記念国際記者賞を受賞する。
- 1992年 中日新聞、東京新聞に「ヨーロッパ展望台」連載を開始する。
- 2000年 -ユマニスムと豊かな教養と冷静な洞察-に対して、日本記者クラブ賞が贈られる。
- 2006年8月12日、パリ郊外の自宅で死去する（83歳）。カトリック教徒として現地で埋葬された。

## 作品リスト

### 著書
- 砂漠に渇いたもの－中東1944～58（1959年・東洋経済新報社、1982年・＜パレスチナ選書＞第三書館）
- プラハの春　モスクワの冬（1975年・岩波書店）
- 西欧左翼のルネサンス（1977年・岩波書店）
- ポーランド未来への実験（1981年・岩波書店）
- 春はわれらのもの（1982年・岩波書店）
- 三酔人巴里問答（1984年・筑摩書房）
- 赤い星三日月絹の道（1984年・岩波書店）
- ヤルタ－戦後史の起点（1985年・岩波書店）
- パンと夢と三色旗と（1987年・岩波書店）
- 夜と霧の人間劇（1988年・岩波書店）
- ゴッホ 星への旅（1989年・岩波新書 上・下）
- ヨーロッパ右往左往（1991年・岩波書店）
- 乱世の記録（1991年・岩波書店）
- ユーラシア諸民族群島（1993年・岩波書店）
- 美し国フランス（1995年・岩波書店）
- 中東現代史（1997年・岩波新書）
- 楽市楽座の誕生　-1949年東京大学卒業論文-（2002年・岩波出版サービスセンター）
- 新しいヨーロッパ　古いアメリカ（2003年・岩波書店）
- ヨーロッパで現代世界を読む（2006年・岩波書店）
- 歴史の地殻変動をみすえて－うぬぼれ鏡－（2007年・岩波書店）

### 共著
- ヨーロッパの地殻変動を語る / 笹本駿二、緑川亨との対話　（1990年・岩波書店）

### 訳書
※翻訳では本名｢熊田亨」を使用している。
- ツタンカーメン発掘記 / ハワード・カーター （酒井伝六と共訳、1966年・筑摩書房、1979年・筑摩叢書、2001年・ちくま学芸文庫 上下）
- 五つの共産主義 / G・マルチネ（1972年・岩波新書上・下）
- 民族と革命 / A・アブデル・マレク（1977年・岩波書店）
- 社会の弁証法 / A・アブデル・マレク（1977年・岩波書店）
- スターリン以後の東欧 / F・フェイト（1978年・岩波書店：岩波現代選書）
- スターリン時代の東欧 / F・フェイト（1979年・岩波書店：岩波現代選書）
- トロイアへの道 / ハインリヒ・シュリーマン（1979年・筑摩書房）
- 七つの国の労働運動 /G・マルチネ（1979年～80年・岩波新書上・下）
- イスラムの起源 / リチャード・ベル（1983年・筑摩書房、筑摩叢書）
- 証言 プラハの春 / A・ドプチェク（1991年・岩波書店）